# 滅火毯

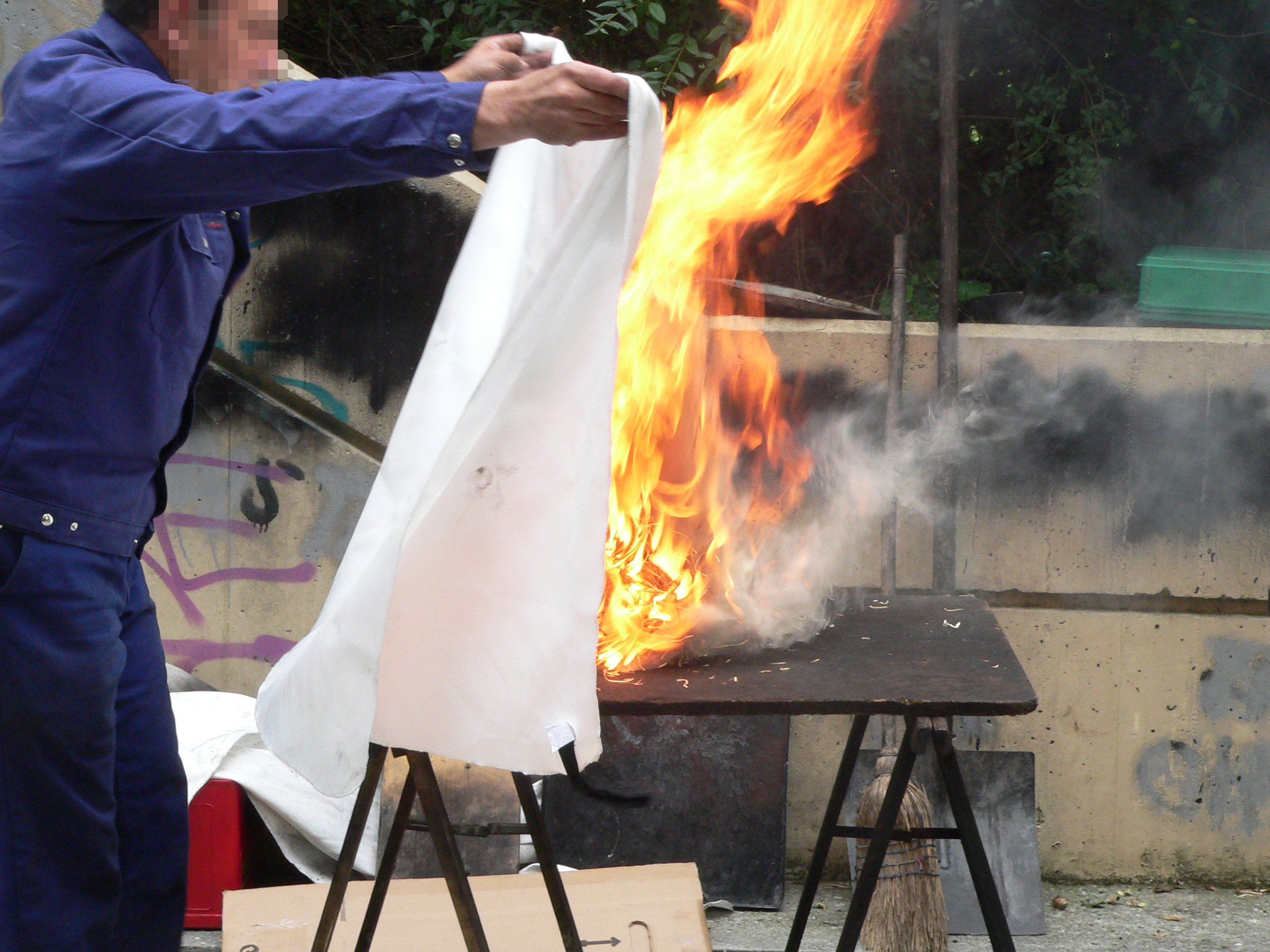
使用滅火毯覆蓋火種

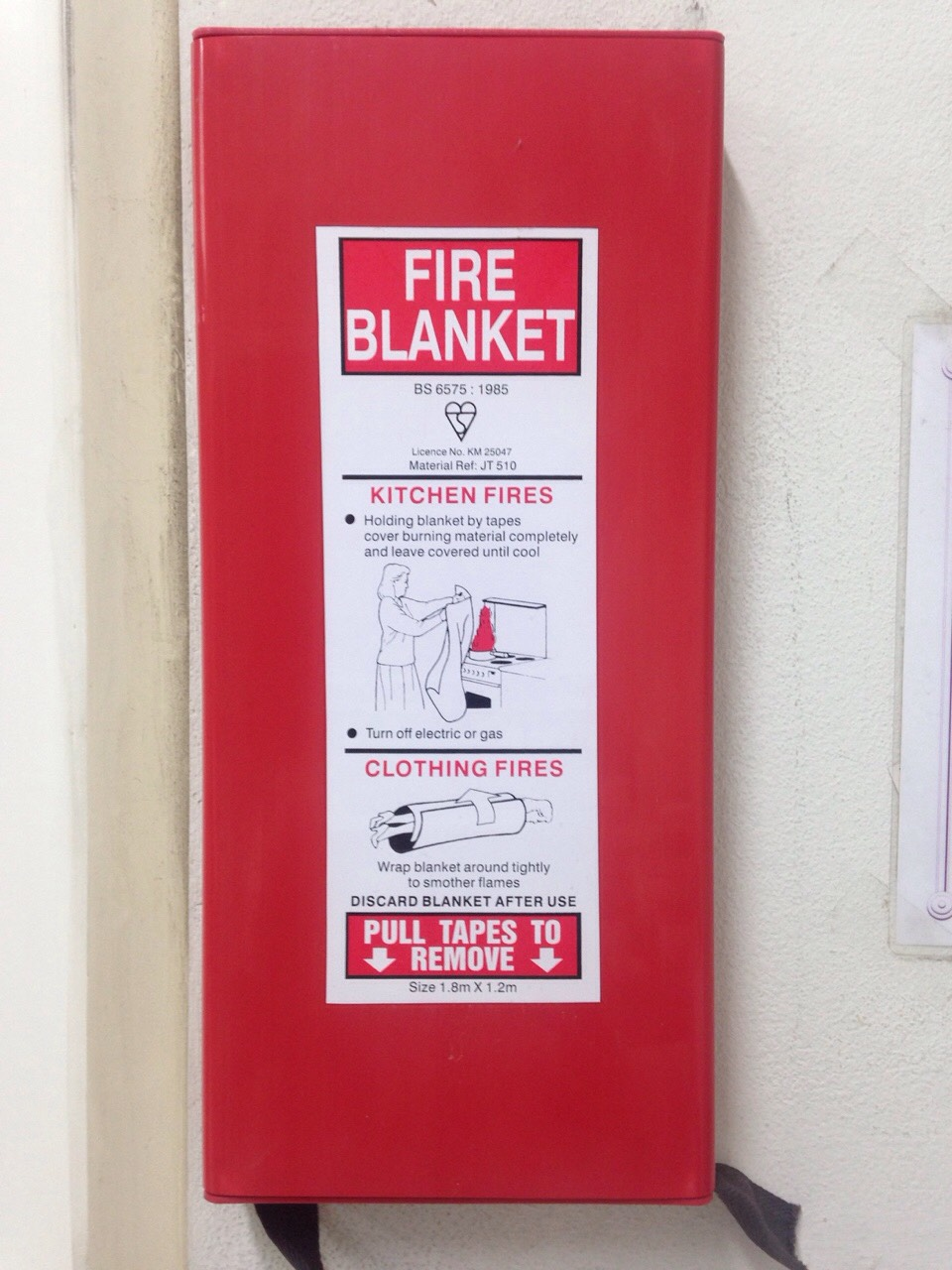
備用狀態的滅火毯

滅火毯（英語：Fire blanket），又稱滅火氈、防火毯或防火氈，是一種滅火工具，可用於覆蓋在起火的物品，透過阻隔氧氣供給，令火焰熄滅。滅火毯是一塊不易燃的毯，有不同大小，但一般為了易於取用，以邊長1.2米至1.8米的滅火毯較為常見。過去的滅火毯主要採用經滅火處理的布料製作，現在大部分都採用玻璃纖維製造。如果火勢失控或遇上較嚴重的火警，滅火毯是不能有效控制火勢，但仍可用於披上身體，防止逃生時被火焰燒傷。

## 使用
使用滅火毯時，要把滅火毯展開，然後覆蓋在起火的物品，阻止氧氣供給，直至令火焰熄滅。滅火毯可用於剛發生，仍未擴散的火種。滅火毯可用於化學品產生的小火，如果未能把火勢撲滅，便要配合使用滅火器。對於已失控的火災，可把滅火毯披在身體上，防止逃生時被火焰燒傷。滅火毯如果沒有破損，一般可重複使用，但為了防止潛在的未發現損壞，用家仍應考慮更換曾經使用的滅火毯。

## 放置
滅火毯不需水源供給即可使用，又易於儲存，適合用於化學品產生的小火，所以常見於實驗室，作為一種滅火設備。